# Бёггильд, Вальдемар
Вальдемар Йенсен Бёггильд (дат. Valdemar Jensen Bøggild; 30 сентября 1883, Ринге, Свеннборг — 2 июля 1943, Ринге, Свеннборг) — датский гимнаст, серебряный призёр летних Олимпийских игр 1912 года в командном первенстве по шведской системе.